# Mette Ejrnæs
Mette Ejrnæs (født 1. oktober 1970) er dansk professor i økonomi ved Københavns Universitet. Hendes primære forskningsomåder er anvendt mikroøkonometri, arbejdsudbud, indkomster og lønninger. Hun arbjeder primært empirisk og bruger især registerdata.
Mette Ejrnæs blev cand.scient.oecon. i matematik-økonomi fra Københavns Universitet i 1996. I 2000 fik hun sin Ph.D. i økonomi fra samme sted. Siden 2010 har hun været professor på universitetet.
Siden 2016 har hun været særligt sagkyndigt medlem af De Økonomiske Råd.